# Ливинская, Юлия Анатольевна
Юлия Анатольевна Ливинская (род. 31 июля 1990, Трехгорный, Челябинская область, СССР) — российская фристайлистка (Ски-кросс), Мастер спорта России,Трёхкратная Чемпионка России, член Олимпийской Сборной команды России по фристайлу на Олимпиаде в Ванкувере 2010 года и в Сочи 2014 года. Тренер В. П. Коротков.

## Биография
Родилась 31 июля 1990 года в городе Трехгорный Челябинской области.
В 1996 году там же поступила учиться в среднюю школу № 110.
В 2007 году, будучи уже учащейся школы олимпийского резерва № 1, победила на Третьей зимней Спартакиаде учащихся России.
Участвовала на юниорских чемпионатах мира, в ски-кроссе. В 2006 году была 11-й, а в 2007 — 15-й. Бронзовый призёр юниорского чемпионата мира 2010 года.
На этапах кубка мира дебютировала 12 марта 2009 года, на этапе в Гриндельвальде, Швейцария. Лучшим результатом на сегодняшний день является 12-е место на этапе в Лейк-Плэсиде, 24 января 2010 года. 
В общем зачете сезона 2009—2010 Ливинская занимает 35-е место по ски-кроссу и 98-е общее.
Трехкратная Чемпионка России по ски-кроссу.
На Олимпиаде в Ванкувере стала 32-й. 
В квалификации, при прохождении дистанции, на одном из трамплинов Юлия потеряла лыжные палки, но смогла продолжить борьбу и квалифицироваться. А в 1/8 финала упала, получив многочисленные травмы.
На Олимпиаде в Сочи квалифицировалась с 14-м результатом. Выбыла на стадии четвертьфиналов, заняв в протоколе итоговое 11-е место. Это лучший результат  в составе женской сборной России по Ски-кроссу.